# 沙特尔
沙特尔（法語：Chartres，法語發音：[ʃaʁtʁ] ⓘ），法国中北部城市，中央-卢瓦尔河谷大区厄尔-卢瓦省的一个市镇，也是该省的省会和人口最多的城市，下辖沙特尔区。沙特尔位于厄尔-卢瓦省中北部，厄尔河畔，是这一地区的政治文化中心，其市镇面积为16.85平方公里，2022年1月1日的人口数量为37,990人，在法国城市中排名第197位。
沙特尔位于厄尔-卢瓦省中部，厄尔河畔，是一个区域性的中心城市，巴黎－布雷斯特铁路和A11高速公路由此通过，前往巴黎的公路和铁路旅行时间均在一小时左右。沙特尔因同名的大教堂而闻名，该教堂位于沙特尔市中心，建成于中世纪，于1979年被納入聯合國教科文組織世界文化遺產名录。

## 地名来源
“沙特尔”一名来源于高卢时期在此活动的卡尔尼特人，该地在被罗马人攻陷后被称为（意为“卡尔尼特人的城市”），后逐渐衍变成为“沙特尔”。

## 历史
沙特尔是高卢部落的卡尔努特人的主要城市，名为“奥特里库姆”，以厄尔河（当时称）而得名。

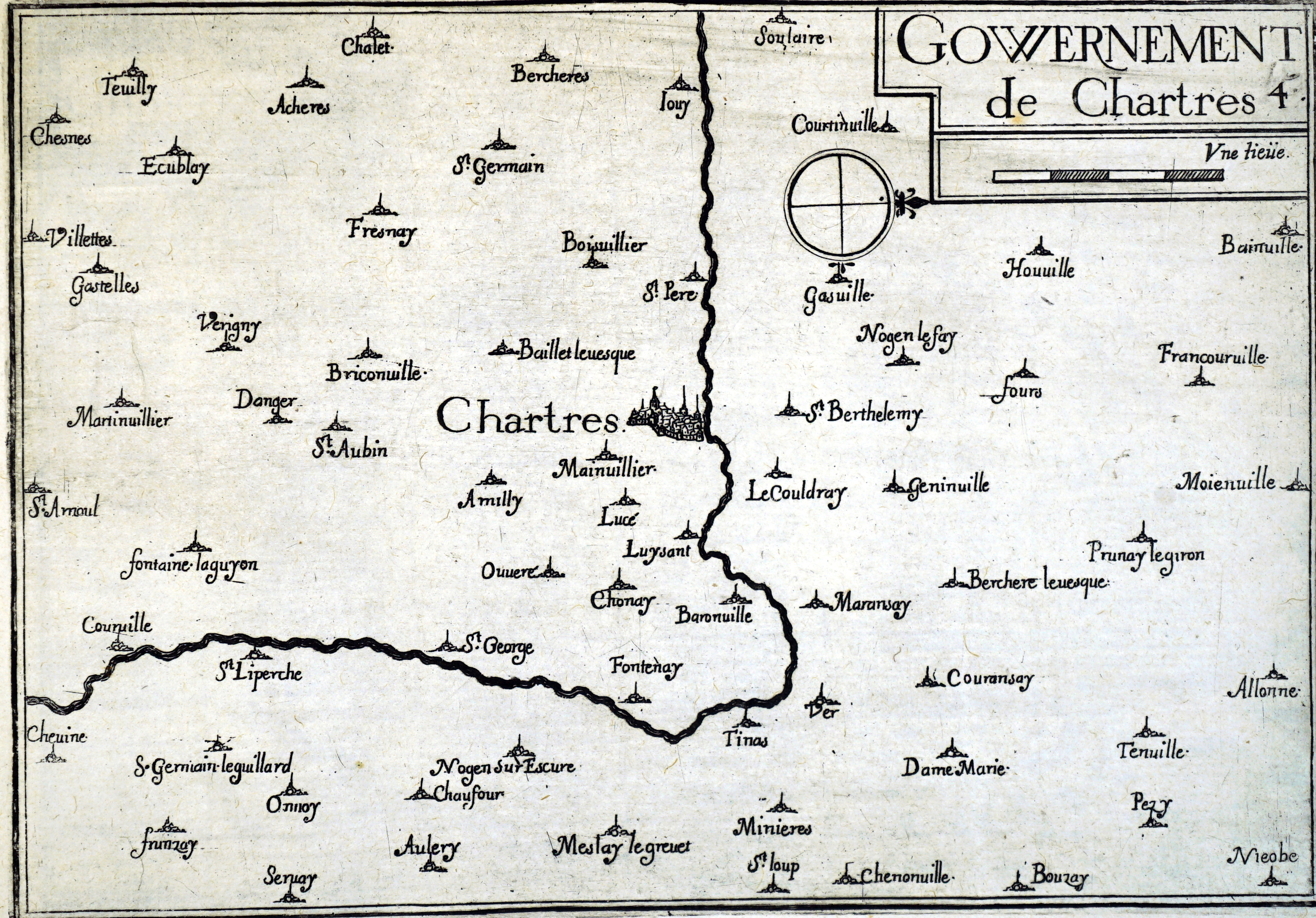
中世纪末期的沙特尔地图

858年，诺曼人在洗劫法国沿海地区时几乎摧毁了沙特尔。876年，秃头查理重建沙特尔大教堂，并由此将沙特尔发展成为这一地区的重要宗教中心。中世纪中期，菲尔贝在沙特尔建立了沙特尔讲堂，成为了重要的文化中心，并于公元13世纪初达到顶峰。沙特尔于1286年成为法国王室的直辖领地；在法国宗教战争中，亨利三世被吉斯公爵亨利赶出巴黎后曾来此避难。1568年的沙特尔战役标志着第二次宗教战争的结束。1594年，亨利四世在沙特尔加冕，开创了法国历史上辉煌的波旁王朝。工业革命时期，沙特尔曾一度成为重要的铁路枢纽。第二次世纪大战期间，法国抵抗领袖让·穆兰曾在此顽强抗击德军的入侵。

## 地理

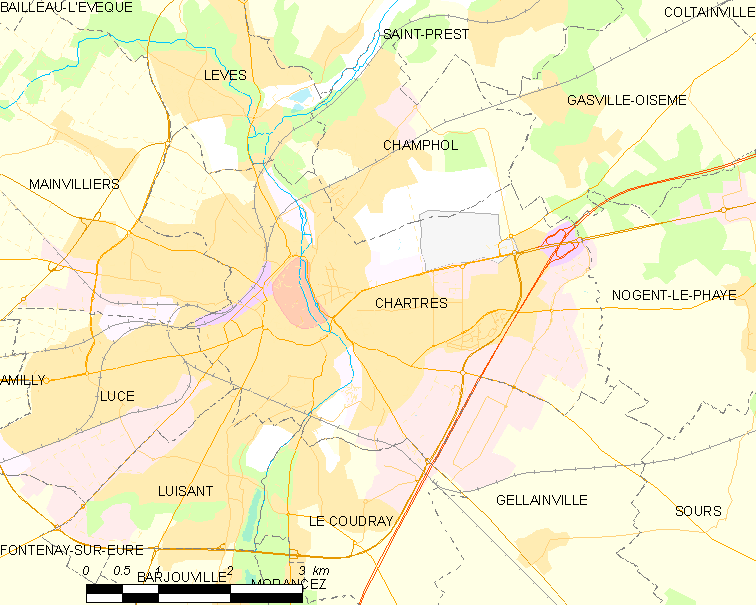
沙特尔市镇范围地图

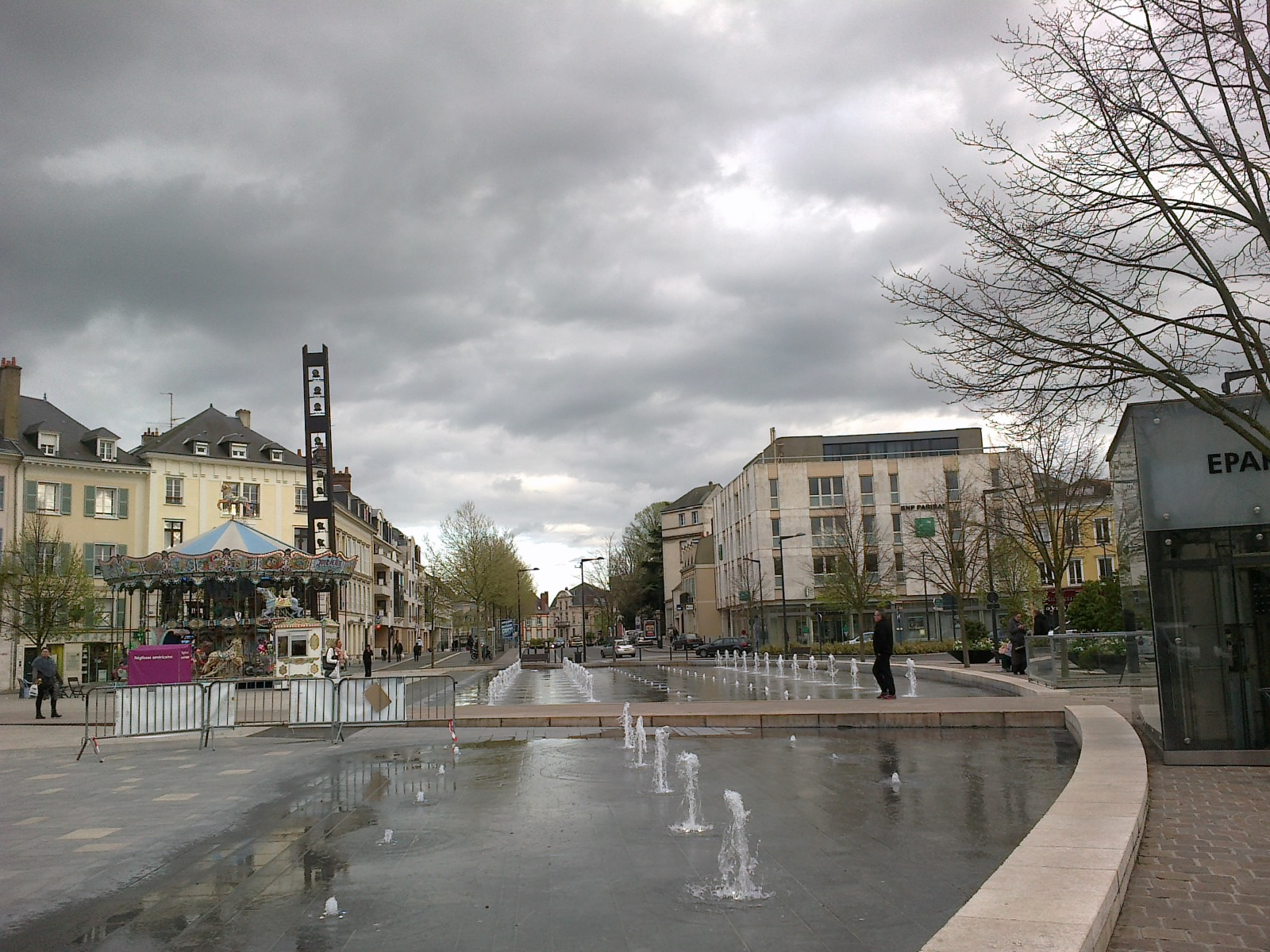
沙特尔市中心的埃帕尔广场

沙特尔位于法国中北部，中央-卢瓦尔河谷大区的北部和厄尔-卢瓦省的中部，距离大区首府奥尔良大约77公里，距离法国首都巴黎大约93公里。与沙特尔接壤的市镇包括：尚福勒、曼维利耶、吕塞、吕桑、勒库德赖、热兰维尔、诺让勒费、加维尔-瓦塞姆、莱沃。

### 地形
沙特尔位于巴黎盆地腹地，市区地势相对平坦，海拔在121至161米之间。这一地区被称为“沙特尔地区”（Pays chartrain）。

### 地质
沙特尔附近地表多为现代沉积物，适宜大部分农作物生长。其中沙特尔市区部分的已基本被人工建筑物覆盖。

### 水文
厄尔河自南向北呈流经沙特尔市区东部，呈辫状分布，属于法国五大流域当中的塞纳河水系。

### 植被
沙特尔属于温带落叶林，市区内的绿地公园主要分布在厄尔河两岸和火车站北部的“安德烈·格尼翁公园”（Parc André Gagnon）内，老城区绿地相对较少。
在鲜花城市的评比中，沙特尔被评为4星级（最高级）鲜花城市。

### 气候
沙特尔在柯本气候分类法中属于温带海洋性气候，夏暖冬凉，降水相对平均。
沙特尔市区北郊的尚福勒设有气象站，以下为该气象站的数据：
| 尚福勒气象站1981–2010年数据 | 尚福勒气象站1981–2010年数据 | 尚福勒气象站1981–2010年数据 | 尚福勒气象站1981–2010年数据 | 尚福勒气象站1981–2010年数据 | 尚福勒气象站1981–2010年数据 | 尚福勒气象站1981–2010年数据 | 尚福勒气象站1981–2010年数据 | 尚福勒气象站1981–2010年数据 | 尚福勒气象站1981–2010年数据 | 尚福勒气象站1981–2010年数据 | 尚福勒气象站1981–2010年数据 | 尚福勒气象站1981–2010年数据 | 尚福勒气象站1981–2010年数据 |
| 月份                        | 1月                         | 2月                         | 3月                         | 4月                         | 5月                         | 6月                         | 7月                         | 8月                         | 9月                         | 10月                        | 11月                        | 12月                        | 全年                        |
| --------------------------- | --------------------------- | --------------------------- | --------------------------- | --------------------------- | --------------------------- | --------------------------- | --------------------------- | --------------------------- | --------------------------- | --------------------------- | --------------------------- | --------------------------- | --------------------------- |
| 历史最高温 °C（°F）         | 16.1 (61.0)                 | 20.5 (68.9)                 | 23.9 (75.0)                 | 28.2 (82.8)                 | 31.4 (88.5)                 | 36.5 (97.7)                 | 41.4 (106.5)                | 39.6 (103.3)                | 33.7 (92.7)                 | 29.4 (84.9)                 | 20.9 (69.6)                 | 17 (63)                     | 41.4 (106.5)                |
| 平均高温 °C（°F）           | 6.4 (43.5)                  | 7.6 (45.7)                  | 11.5 (52.7)                 | 14.7 (58.5)                 | 18.4 (65.1)                 | 21.8 (71.2)                 | 24.6 (76.3)                 | 24.6 (76.3)                 | 20.9 (69.6)                 | 15.9 (60.6)                 | 10.2 (50.4)                 | 6.7 (44.1)                  | 15.3 (59.5)                 |
| 日均气温 °C（°F）           | 3.8 (38.8)                  | 4.3 (39.7)                  | 7.4 (45.3)                  | 9.7 (49.5)                  | 13.4 (56.1)                 | 16.5 (61.7)                 | 18.9 (66.0)                 | 18.8 (65.8)                 | 15.6 (60.1)                 | 11.8 (53.2)                 | 7.1 (44.8)                  | 4.3 (39.7)                  | 11 (52)                     |
| 平均低温 °C（°F）           | 1.2 (34.2)                  | 1 (34)                      | 3.2 (37.8)                  | 4.8 (40.6)                  | 8.3 (46.9)                  | 11.2 (52.2)                 | 13.2 (55.8)                 | 13.1 (55.6)                 | 10.4 (50.7)                 | 7.8 (46.0)                  | 4.1 (39.4)                  | 1.8 (35.2)                  | 6.7 (44.1)                  |
| 历史最低温 °C（°F）         | −18.4 (−1.1)                | −15 (5)                     | −11 (12)                    | −5 (23)                     | −1 (30)                     | 1.4 (34.5)                  | 0.9 (33.6)                  | 3 (37)                      | 0.5 (32.9)                  | −5.4 (22.3)                 | −11.3 (11.7)                | −14.2 (6.4)                 | −18.4 (−1.1)                |
| 平均降水量 mm（）           | 49.2 (1.94)                 | 40.2 (1.58)                 | 44.4 (1.75)                 | 45 (1.8)                    | 54.7 (2.15)                 | 48.2 (1.90)                 | 56.5 (2.22)                 | 43 (1.7)                    | 46.9 (1.85)                 | 62.3 (2.45)                 | 52.2 (2.06)                 | 56.3 (2.22)                 | 598.9 (23.58)               |
| 月均日照時數                | 65.7                        | 83.7                        | 135.8                       | 176.1                       | 202.9                       | 222.6                       | 224.5                       | 219.6                       | 177.8                       | 119.2                       | 71.9                        | 58.2                        | 1,758                       |
| 来源：Infoclimat.fr         |                             |                             |                             |                             |                             |                             |                             |                             |                             |                             |                             |                             |                             |

## 行政区划
沙特尔是法国中央-卢瓦尔河谷大区厄尔-卢瓦省的一个市镇，编号为28085，它也是厄尔-卢瓦省的省会。沙特尔下辖沙特尔区，隶属于厄尔-卢瓦省第三选区，管理沙特尔第一县、第二县和第三县，同时也是沙特尔都会城市圈公共社区的办公驻地。
法国国家统计与经济研究所（简称）在进行数据统计时，将沙特尔及相邻另外8个市镇设为沙特尔城市核心区，并将包括沙特尔在内的周边共92个市镇划为沙特尔城市区。自2020年起，沙特尔城市区被包含117个市镇的沙特尔城市辐射区代替。此外，还将沙特尔市镇分为了16个“块区”（IRIS），以便于统计人口分布情况。

## 交通

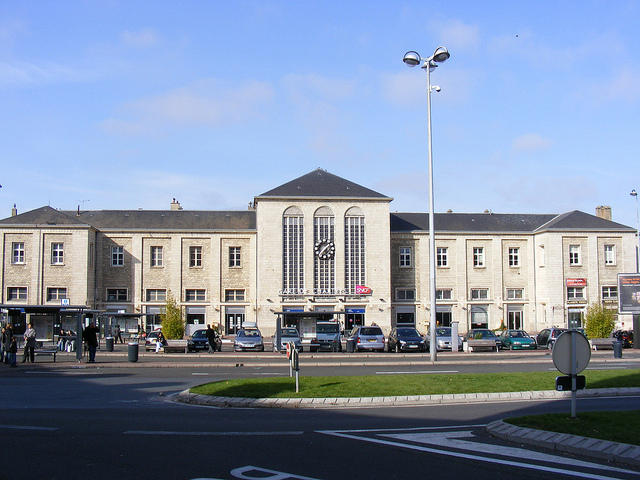
沙特尔火车站

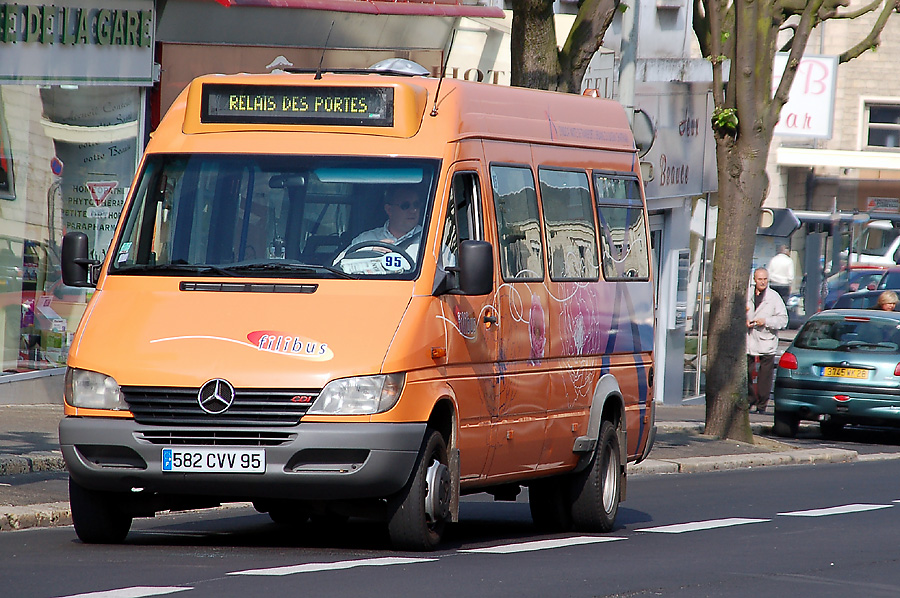
沙特尔街头的一辆小型公共汽车

### 公路
法国国家A11号高速公路经过沙特尔东部，并通过2号出入口与市区连接。此外，法国国道N123线、N154线和多条厄尔-卢瓦省省道在沙特尔交汇。
中央-卢瓦尔河谷大区公共交通下属多条经过沙特尔的常规或学生巴士线路，可连接图尔、奥尔良、沙托丹、德勒等地。
2017年，65.2%的沙特尔家庭拥有至少一辆私人汽车。2019年，沙特尔境内共发生各类交通事故18起，造成19人受伤。

### 铁路
沙特尔位于巴黎－布雷斯特铁路上，同时也是沙特尔－波尔多铁路和沙特尔－奥尔良铁路的交汇点。沙特尔火车站是沙特尔市区内唯一的客运铁路车站，该站每天开行三十余班前往巴黎的区域列车，同时也开行前往勒芒、沃夫和库尔塔兰的短途列车。2018年，沙特尔站累计发送旅客数量257.3万人次。自2020年12月起，沙特尔站新增经沙托丹和旺多姆前往图尔的区域列车。

### 航空
沙特尔飞行场位于沙特尔市区东北部，仅供军用飞机停靠；距离沙特尔最近的民用航空站为巴黎-奥利机场。

### 城市公共交通
沙特尔城市公共交通（商业名称为）由地方公共社区直接管理，下辖14条市区公交线路、10条郊区公交线路和20条校车公交线路，其线路网覆盖了整个沙特尔城市圈公共社区以及相邻的一些市镇。2014年，沙特尔市政府计划远期修建快速公交系统。

## 政治

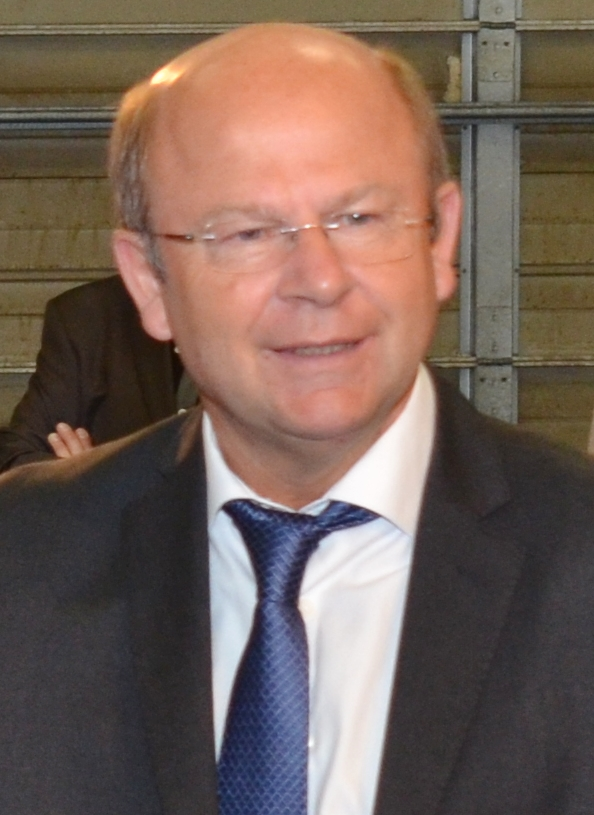
沙特尔现任市长让-皮埃尔·戈尔热先生

现任沙特尔市长让-皮埃尔·戈尔热先生，为共和党的一名成员，自2001年起担任，他在2014年的市政选举中获得了53.49%的支持率，在2020年的市政选举中则获得50.32%的支持率。
| 沙特尔历届市长 |                      |                      |
| 任期           | 市长                 | 党派                 |
| 1945年－1947年 | 安德烈·加尼翁        | SFIO工人国际法国支部 |
| 1947年－1955年 | 马塞尔·欧仁·布朗夏尔 | DVD右翼无党派人士    |
| 1955年－1966年 | 约瑟夫·皮沙尔        | CD法国民主中心       |
| 1966年－1975年 | 马塞尔·戈雅尔        | 無黨籍               |
| 1975年－1977年 | 让·拉耶              | 無黨籍               |
| 1977年－1998年 | 乔治·勒穆瓦纳        | PS社会党             |
| 1998年－2001年 | 让-路易·吉兰         | PS社会党             |
| 2001年－       | 让-皮埃尔·戈尔热     | LR共和黨             |

在2017年法国大选的第一轮和第二轮选举中，法国现任总统马克龙在沙特尔分别获得了26.81%和74.57%的支持率，均居所有候选人首位。

## 人口
2018年，沙特尔市镇人口数量为38,426，在法国排名第197位。其中男性18,009人，女性20,569人，75岁及以上人口占9.7%，外籍人口数量为10,384人，人口密度为2,280人/平方公里，当地居民被称为（男性）或（女性）。2019年，沙特尔境内出生439人，死亡人口493人。
| 年份   | 1936   | 1946   | 1954   | 1962   | 1968   | 1975   | 1982   | 1990   | 1999   | 2006   | 2011   | 2016   | 2018   |
| ------ | ------ | ------ | ------ | ------ | ------ | ------ | ------ | ------ | ------ | ------ | ------ | ------ | ------ |
| 人口數 | 27,077 | 26,422 | 28,750 | 31,495 | 34,469 | 38,928 | 37,119 | 39,595 | 40,361 | 40,022 | 39,273 | 38,752 | 38,426 |

## 经济
沙特尔为一个区域性的经济中心，厄尔-卢瓦省工商会的驻地。LVMH、诺和诺德、盖尔兰、勒芒保险等跨国或跨区域企业在沙特尔设有分支。截至2021年4月，沙特尔境内共有各类用人单位6,757家，平均历史为17年，其中94.98%为中小型企业（PME）。（卫生用品生产）、（副食品销售）及（制药）是当地2019年营业额最高的三个企业，分别为214,402,301欧元、190,356,731欧元和167,632,843欧元。

## 财政收入
2019年，沙特尔的财政收入总额为62,043,300欧元，财政支出总额为52,850,000欧元，当年的债务总额为102,128,000欧元。2020年，沙特尔共获得6,187,160欧元的国家财政补助，比上一年减少了0.02%。
2017年，沙特尔的人均月收入总额为2,290欧元，其中高级职员为4,000欧元，低于法国平均水平（4,214欧元）；中级职员为2,298欧元，低于法国平均水平（2,353欧元）；普通职员为1,674欧元，亦低于法国平均水平（1,690欧元）。
2017年，沙特尔境内的青壮年（15至64岁）失业率为14.6%，当地53.5%的家庭拥有纳税资格，平均纳税3,737欧元，低于法国平均水平（3,888欧元）。

## 社会事务

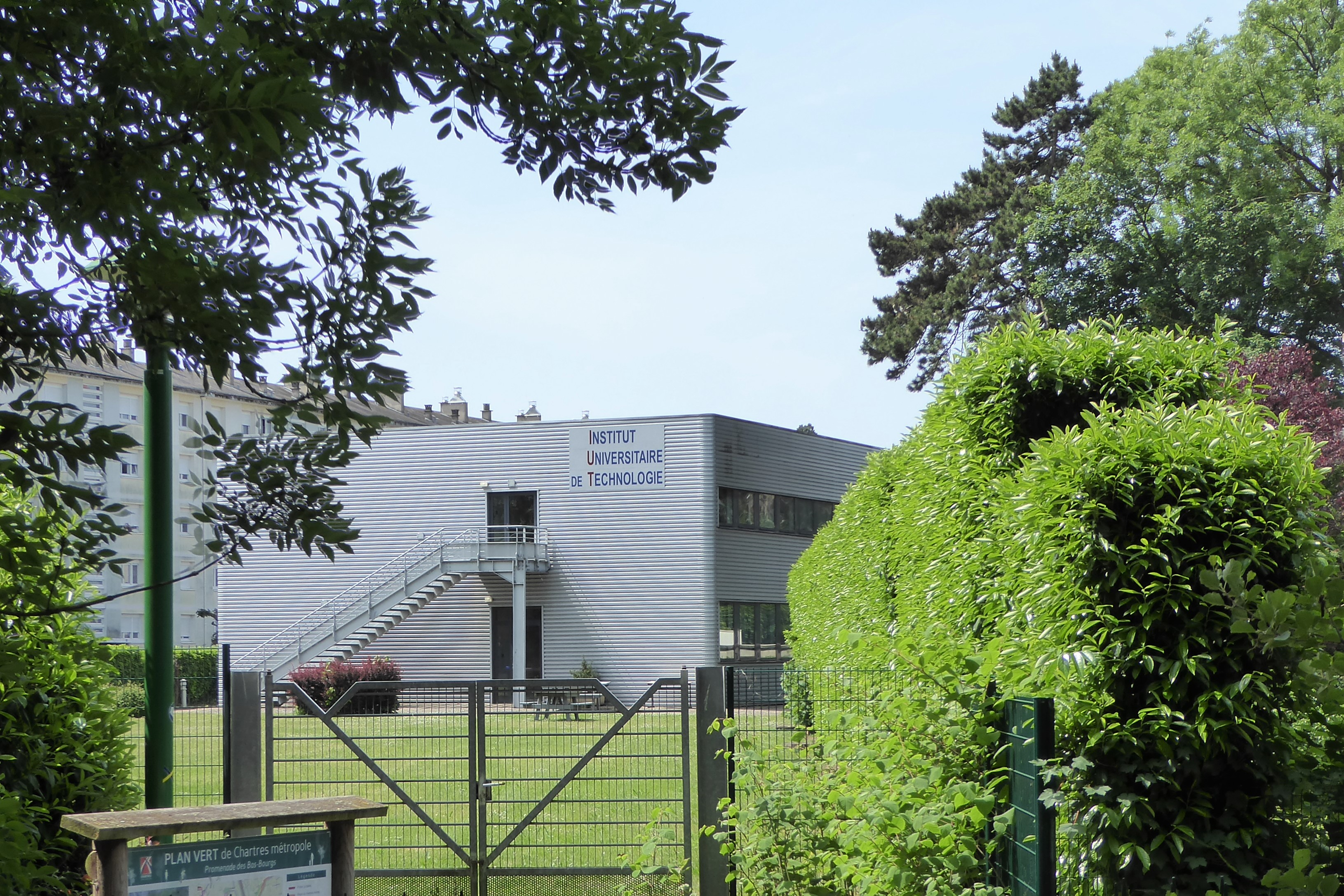
沙特尔应用科技学院

### 教育
沙特尔属于奥尔良-图尔学区。截止2018年底，沙特尔境内共有8所幼儿园、16所小学、8所初级中学、4所普通高中和2所职业高中，其中马尔索高级中学开设大学校培训班；另有两处职业培训中心。2018－2019年学年度，沙特尔境内中等阶段在校学生总人数为8,877人。
奥尔良大学在沙特尔设有应用科技学院（IUT）；奥尔良大学综合理工学院下属的“工艺设计”专业在沙特尔授课。

### 医疗
截止2019年1月1日，沙特尔境内共有全科医生41名、保健师44名、牙医34名、护士26名、耳科医生4名、眼科医生7名、皮肤科医生3名、助产士3名、儿科医生1名和妇科医生7名。境内共有药房15家、养老院9家、残疾人帮扶中心6家。
沙特尔中心医院（Centre Hospitalier de Chartres）是法国的一个区域性医疗机构，其主病区“路易·巴斯德中心医院”（Centre hospitalier Louis Pasteur）位于沙特尔东南郊的勒库德赖境内，设有床位562个，是该市境内规模最大和大区内第三大的综合性医疗机构。

### 住房

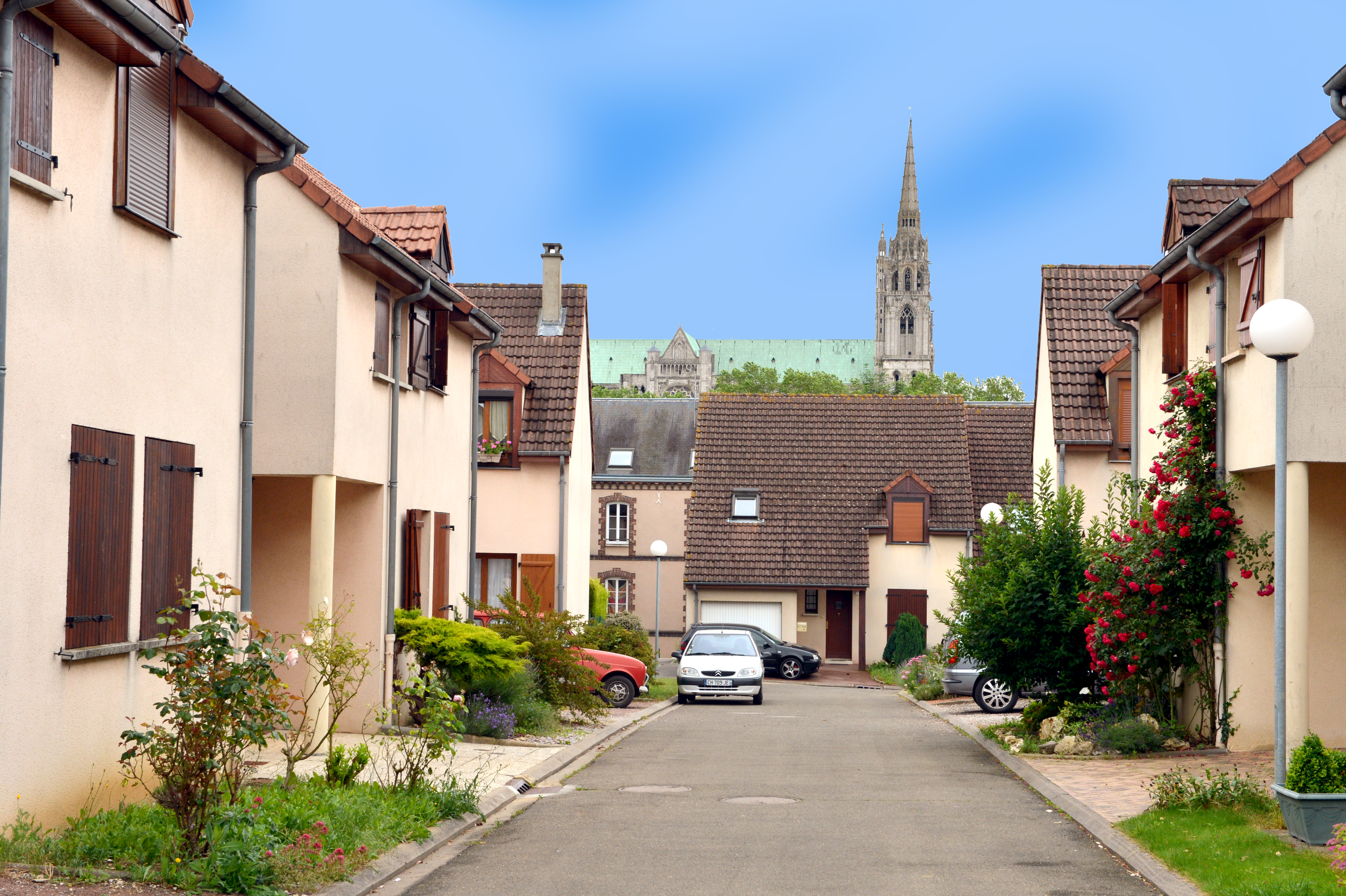
沙特尔市区的一处居民区

2017年，沙特尔境内共有各类住房22,356套，其中28.9%为独立式居民区，70.3%为集中式居民区。常住房屋占沙特尔市镇范围内居民建筑总量的85.5%。
在住房保障政策方面，2017年，沙特尔境内共有4,570户家庭获得了住房经济补助，受益人数占总人口数量的11.8%，其中4,472份为房租补助。

### 商业
2019年，沙特尔境内共有各类实体商铺1,037家，其中餐厅188家、大型超市8家、杂货店23家、面包房34家、肉铺10家、书店13家、装饰品店8家、银行门店34家、美容美发店67家、汽车维修店33家。市区X部建有大型开放式商业街区。个体性的商铺主要位于沙特尔市中心，而沙特尔市区东部的高速公路出入口附近则有大型商场分布。

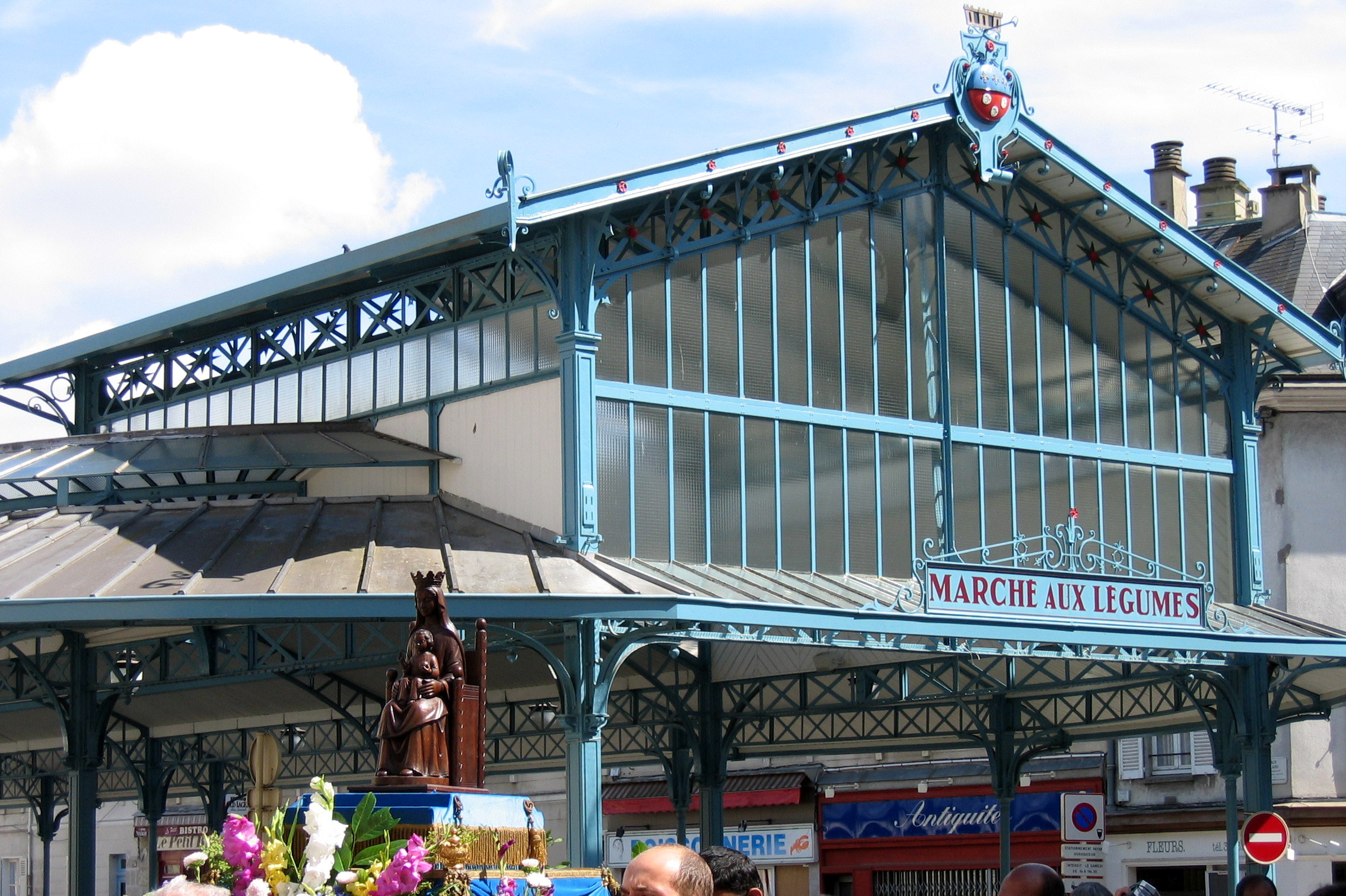
沙特尔大集市

### 体育
2019年，沙特尔境内共有1家游泳池、10间体育馆、3座综合体育场、22处网球场、1处马术场、7处足球或橄榄球场、6处篮球或排球场以及0处高尔夫球场。奥迪塞建成于2009年，是一个综合性的体育中心。
截至2021年4月，沙特尔境内共有六家注册足球俱乐部。其中沙特尔足球俱乐部是当地的代表性球队，成立于2018年，2020至2021赛季参加法国全国乙组联赛（法丁）。

### 环境
沙特尔境内的环境和可持续发展事务由沙特尔都会城市圈公共社区负责。2015年，沙特尔市区内共有3家污染企业，当年的臭氧浓度平均值为54 µg/m³，略高低于法国平均水平（53.8µg/m³）；二氧化氮、二氧化硫和悬浮颗粒物平均值分别为15µg/m³、1µg/m³和17µg/m³，均低于法国平均水平。

### 治安
2019年，沙特尔市镇范围内共有六处派出所、一个国家宪兵队和一个消防站。
2014年，沙特尔及其附近地区共发生各类案件5,612起，其中盗窃类案件3,123起，经济类案件601起，毒品交易和运输案件271起。

## 文化
2019年，沙特尔境内共有2家剧场、1家电影院、2家博物馆和1家音乐厅。沙特尔市政府提供多媒体中心，向公众全年开放。

### 建筑
截至2021年4月，沙特尔境内共有41处法国国家文物保护单位。其中沙特尔大教堂是沙特尔的标志性旅游景点，据传圣母马利亚曾在此显灵，并保存了马利亚曾穿着的圣衣，沙特尔大教堂因此成为西欧重要的天主教圣母朝圣地之一，已于1979年被列入世界文化遗产。
除沙特尔大教堂外，沙特尔境内还有多处历史遗迹，其中宗教类建筑包括圣皮埃尔教堂、圣安德烈教堂、圣艾尼昂教堂、河谷圣马丁教堂等；民用类建筑包括沙特尔邮政大楼、皮卡西耶特民居、沙特尔美术博物馆、沙特尔市政剧场等。

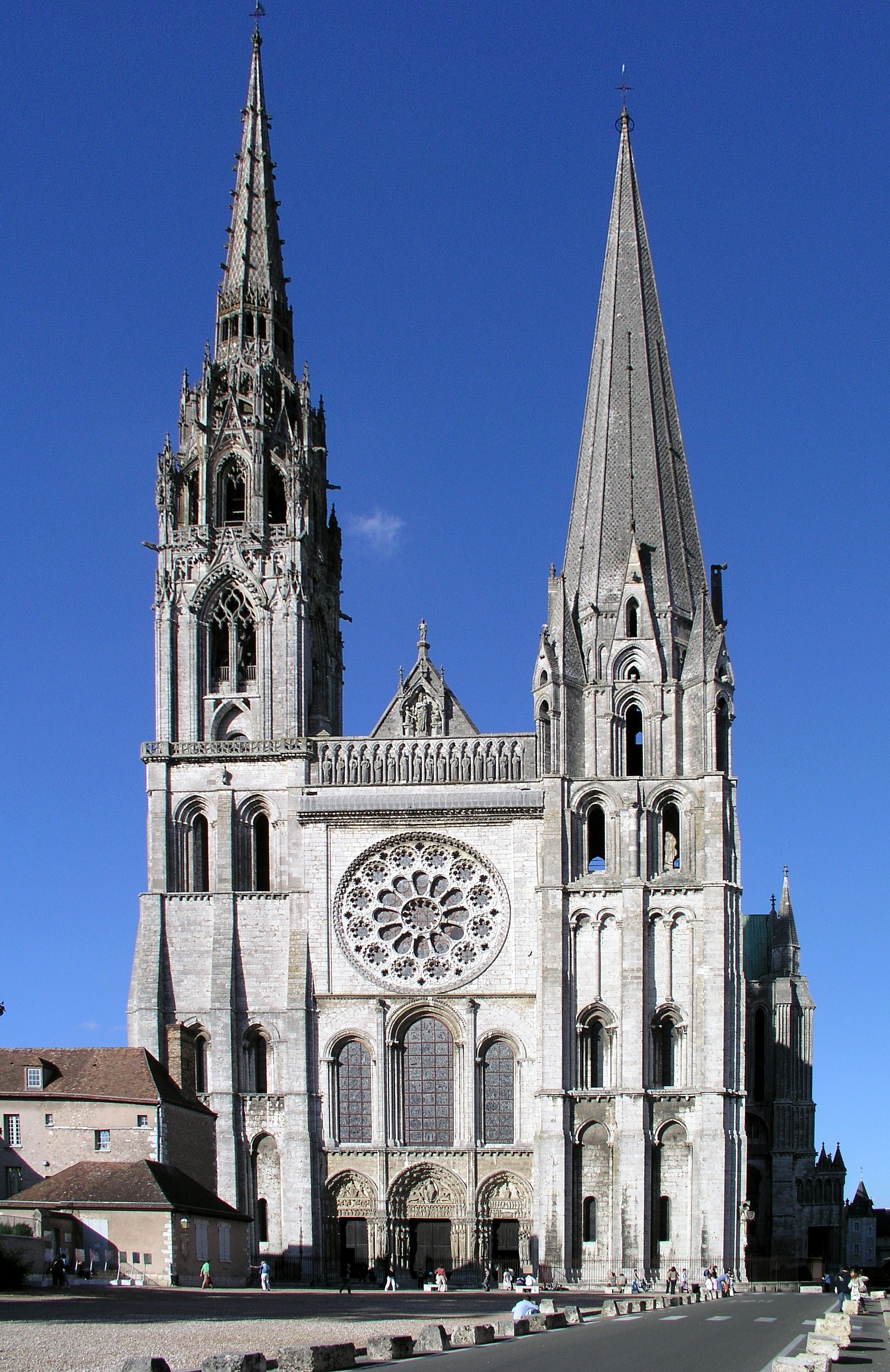
沙特尔大教堂
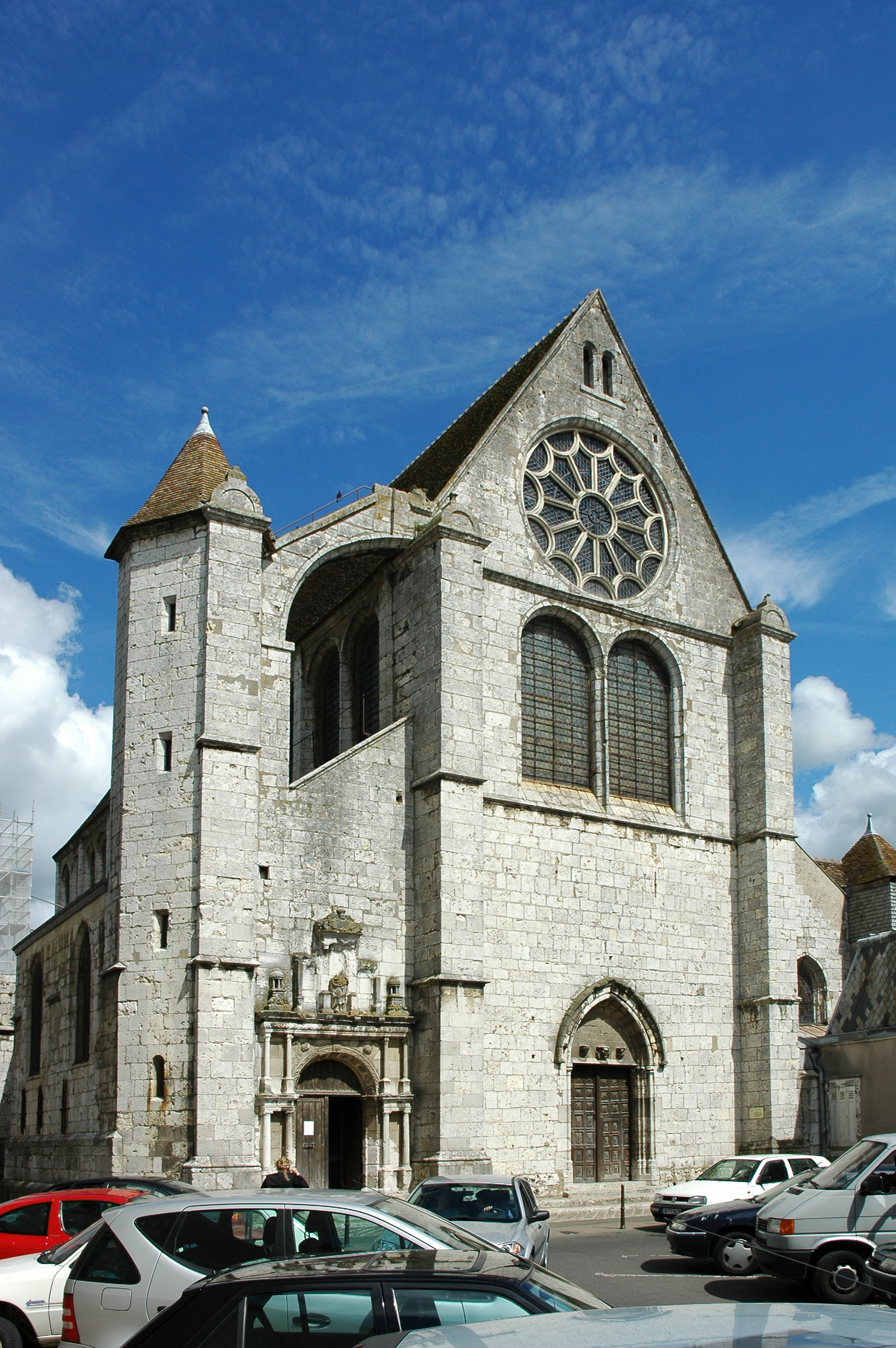
圣艾尼昂教堂（法语：Église Saint-Aignan de Chartres）
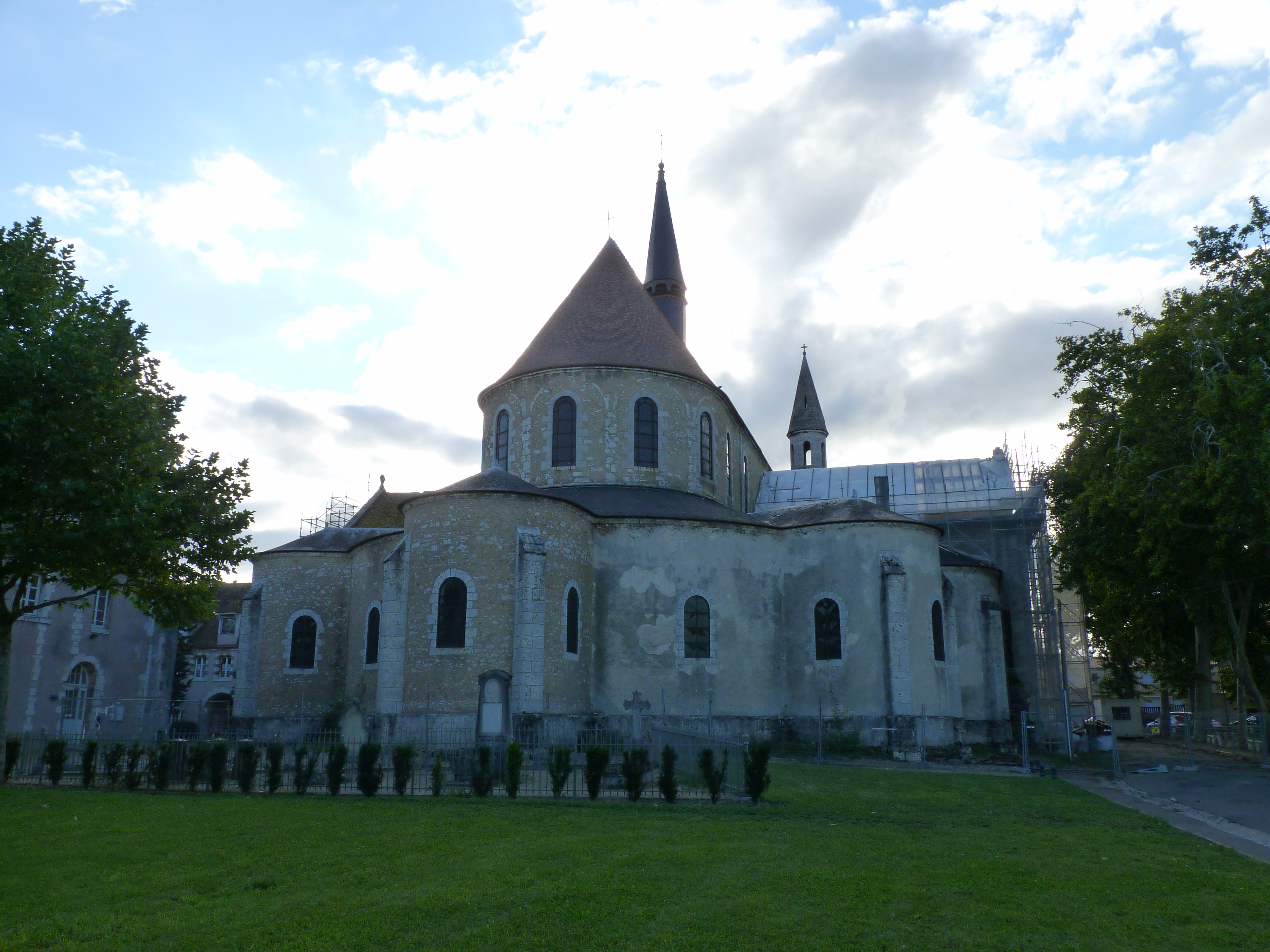
河谷圣马丁教堂（法语：Église Saint-Martin-au-Val de Chartres）
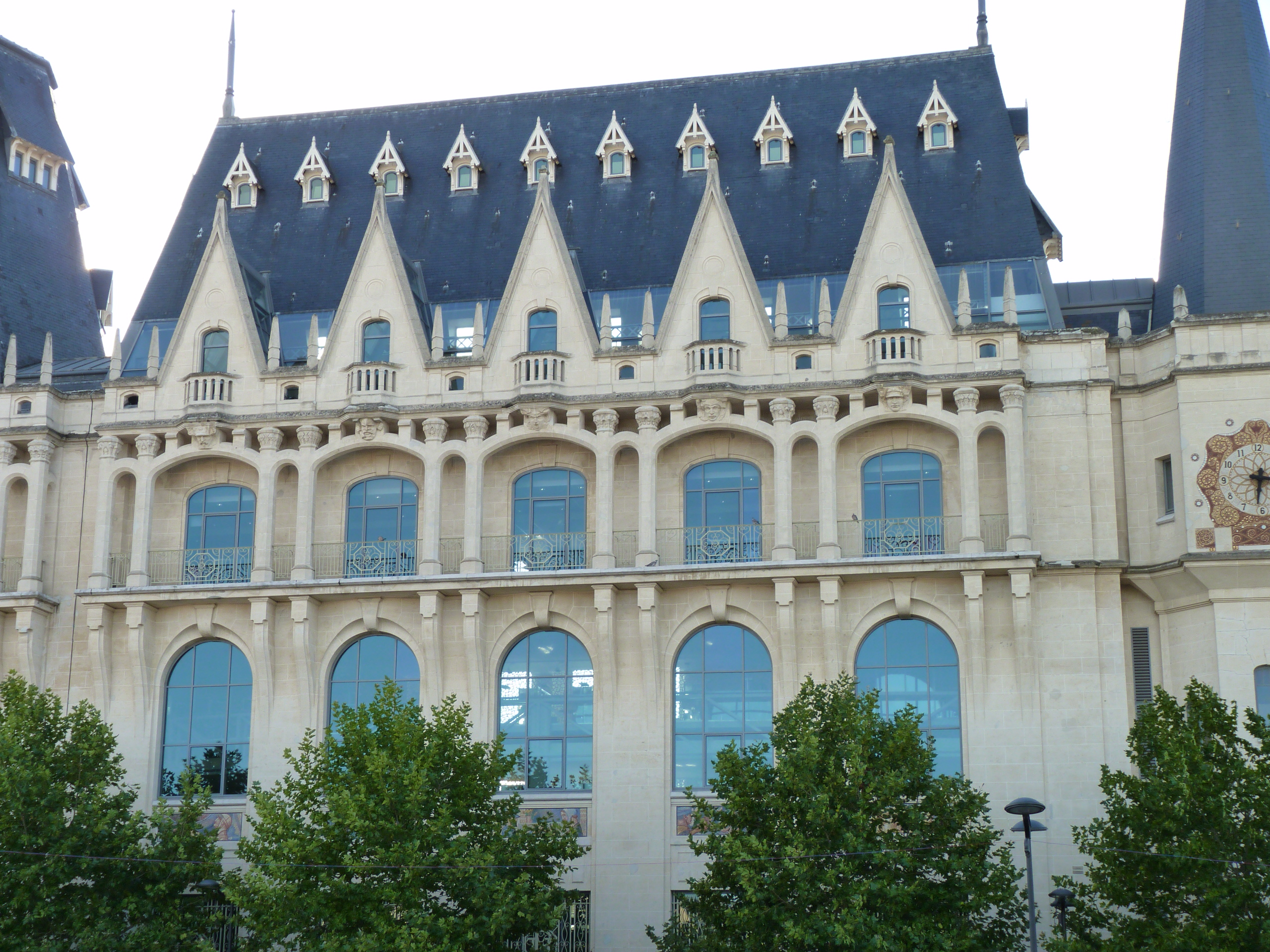
邮政大楼（法语：Hôtel des Postes de Chartres）
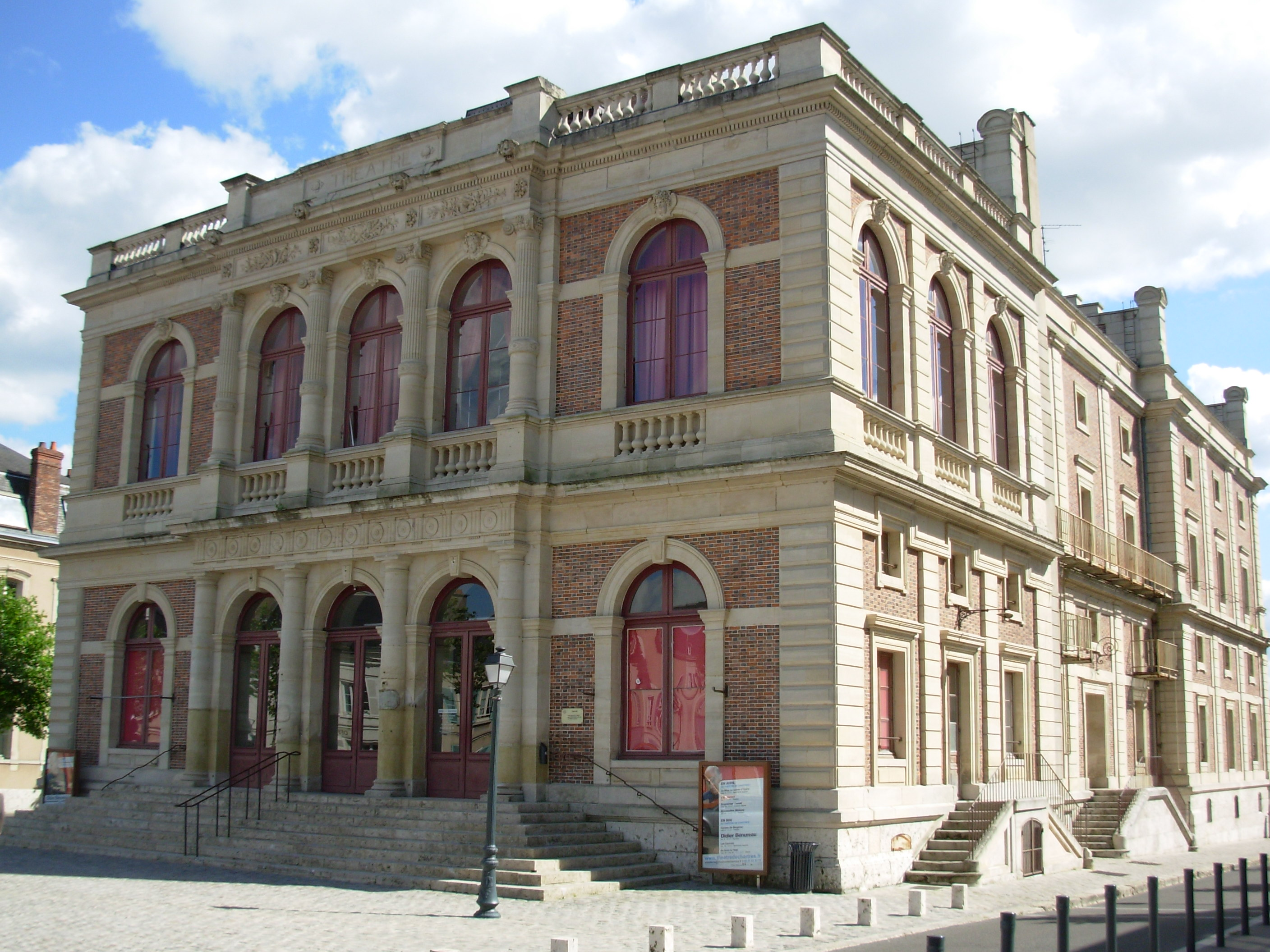
市政剧场（法语：Théâtre municipal de Chartres）
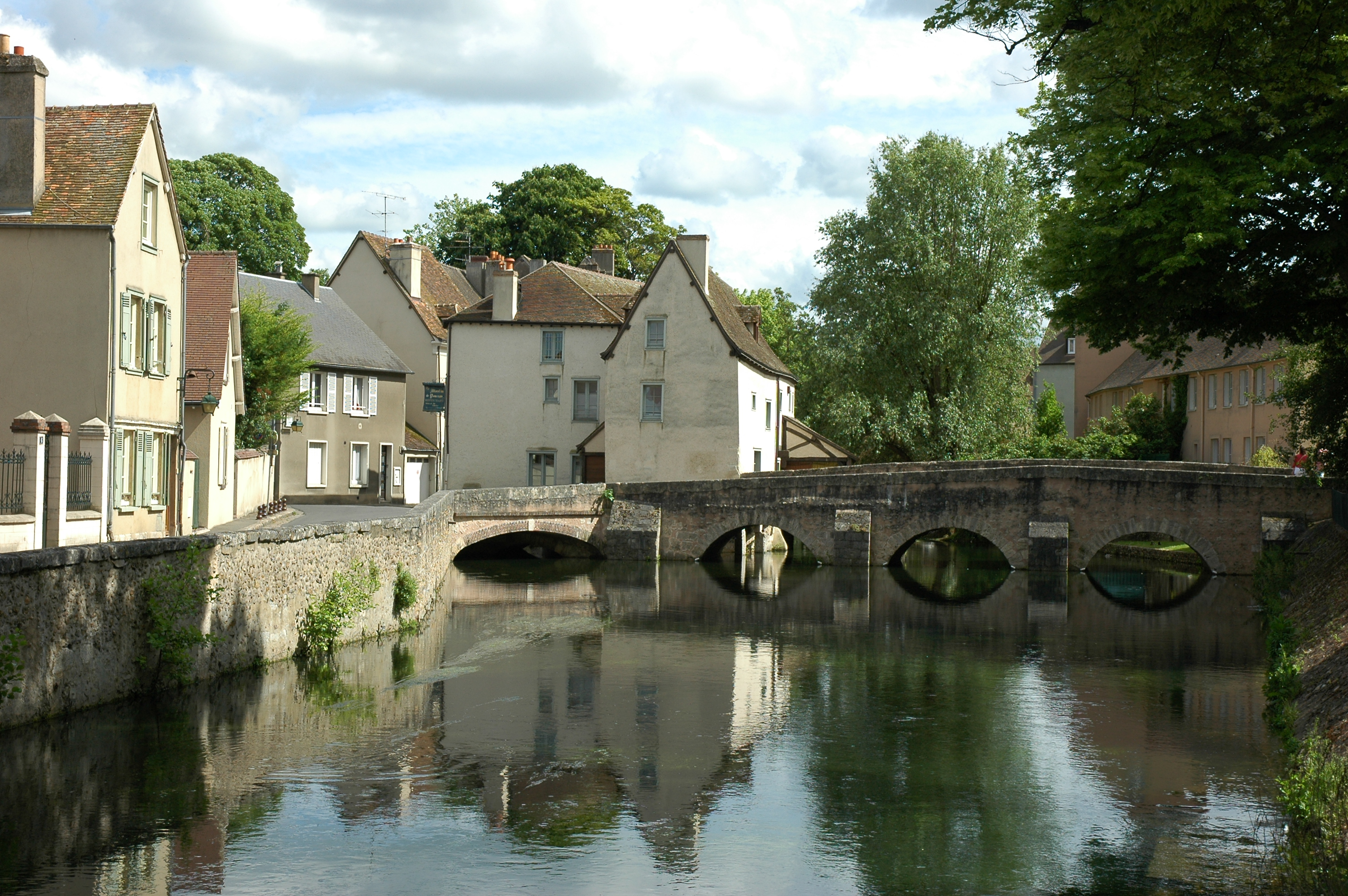
厄尔河畔的民居
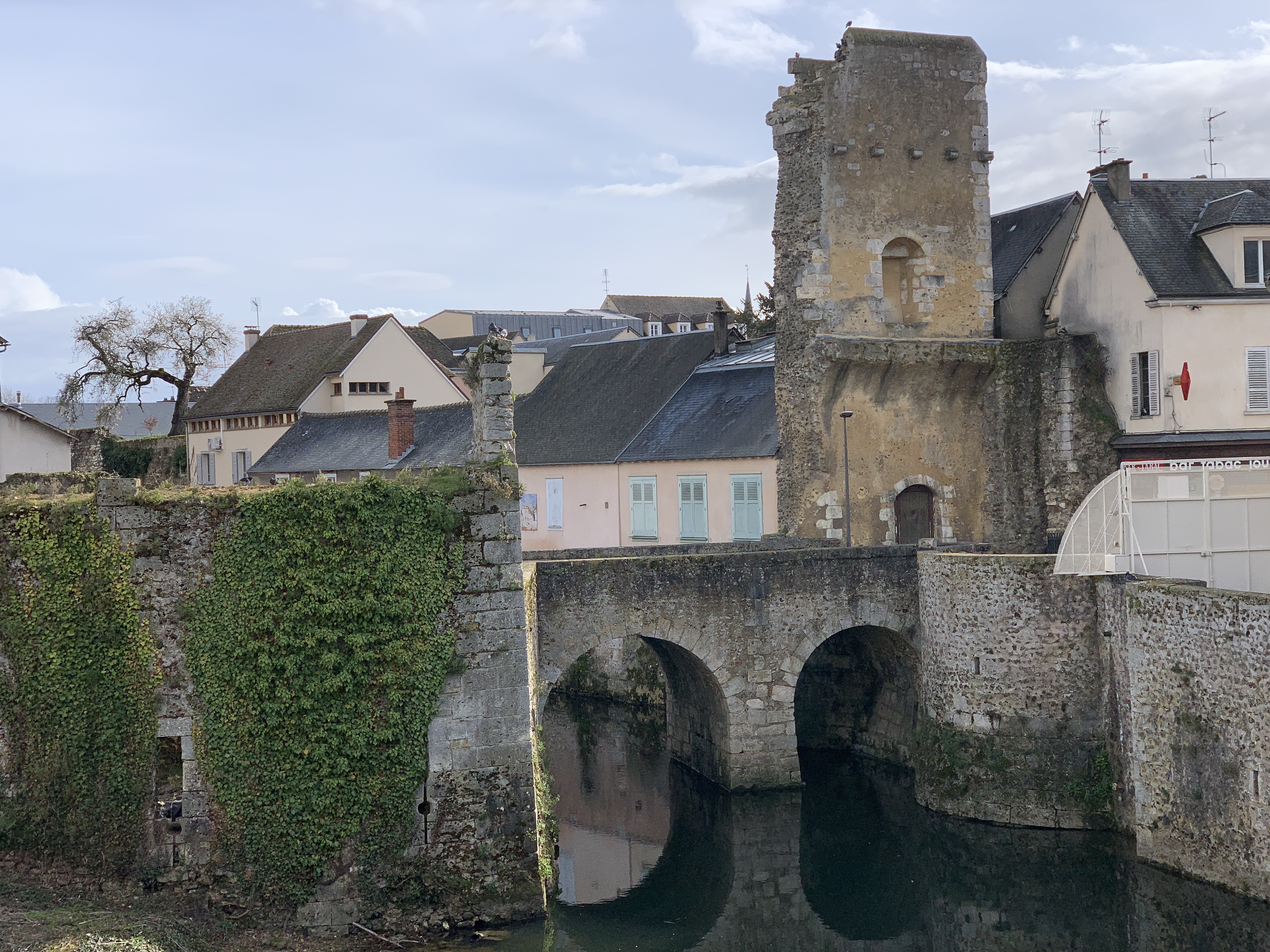
纪尧姆城门

### 旅游
沙特尔的旅游事务由其所属的公共社区负责。截止2018年1月1日，沙特尔境内设有1处旅游接待中心（Office de Tourisme）和16家宾馆共计864间房间。

### 媒体
法国本土主要的国家性电视台和广播电台在沙特尔均可接收，其中法国电视三台下属的中央-卢瓦尔河谷大区频道在部分时段播放地区新闻。《共和回音》是法国重要的地方性报刊媒体之一，总部位于沙特尔，在厄尔-卢瓦省和伊夫林省境内发行。

## 相关人物
法兰西国王亨利四世在沙特尔大教堂加冕；法国抵抗运动英雄人物让·穆兰曾在沙特尔担任厄尔-卢瓦省省长职务。

## 友好城市
截至2021年4月，沙特尔共与七座城市互为友好城市关系：

| - 義大利 拉文纳 - 英格兰 奇切斯特 - 德国 施派尔 | - 日本 樱井市 - 秘魯 库斯科 - 葡萄牙 埃武拉 - 西班牙 莱昂 |